# Omosomopsis simum
Omosomopsis simum è un pesce osseo estinto, appartenente ai polimixiiformi. Visse nel Cretaceo inferiore (circa 120 - 110 milioni di anni fa) e i suoi resti fossili sono stati ritrovati in Africa.

## Descrizione
Questo pesce era di dimensioni medio - piccole, e solitamente non superava i 10 centimetri di lunghezza. Possedeva un corpo piuttosto robusto, con una testa profonda e alta e grandi occhi. Le fauci erano piuttosto ampie e il muso era arrotondato. La pinna dorsale era situata più o meno a metà del corpo, opposta alla pinna anale bassa e allungata. Le pinne pelviche erano piccole, a forma di ventaglio, e in posizione avanzata (al di sotto delle pinne pettorali). La pinna caudale era piccola, profondamente biforcuta e dotata di lobi stretti. Omosomopsis era molto simile al ben noto Omosoma, ma se ne differenziava per alcune caratteristiche, come la testa proporzionalmente più grande, gli occhi più grandi, la pinna caudale più piccola e la pinna dorsale più corta.

## Classificazione
Il genere Omosomopsis venne istituito da Gaudant nel 1978, per alcuni fossili di pesci rinvenuti in precedenza nella zona di Tselfat in Marocco e descritti inizialmente da Camille Arambourg come Omosoma simum. Gaudant riconobbe che le caratteristiche di questi fossili erano sufficienti per istituire un nuovo genere, solo affine a Omosoma. 
Omosomopsis e Omosoma potrebbero essere stati rappresentanti dei Polymixiidae, una famiglia di pesci affini ai bericiformi, attualmente rappresentati da alcune specie marine, tra cui Polymixia nobilis.

## Paleoecologia
Omosomopsis doveva nutrirsi almeno in parte di piante acquatiche, al contrario dell'affine Omosoma che sembrerebbe essere stato soprattutto un predatore.